# Anna Bretońska

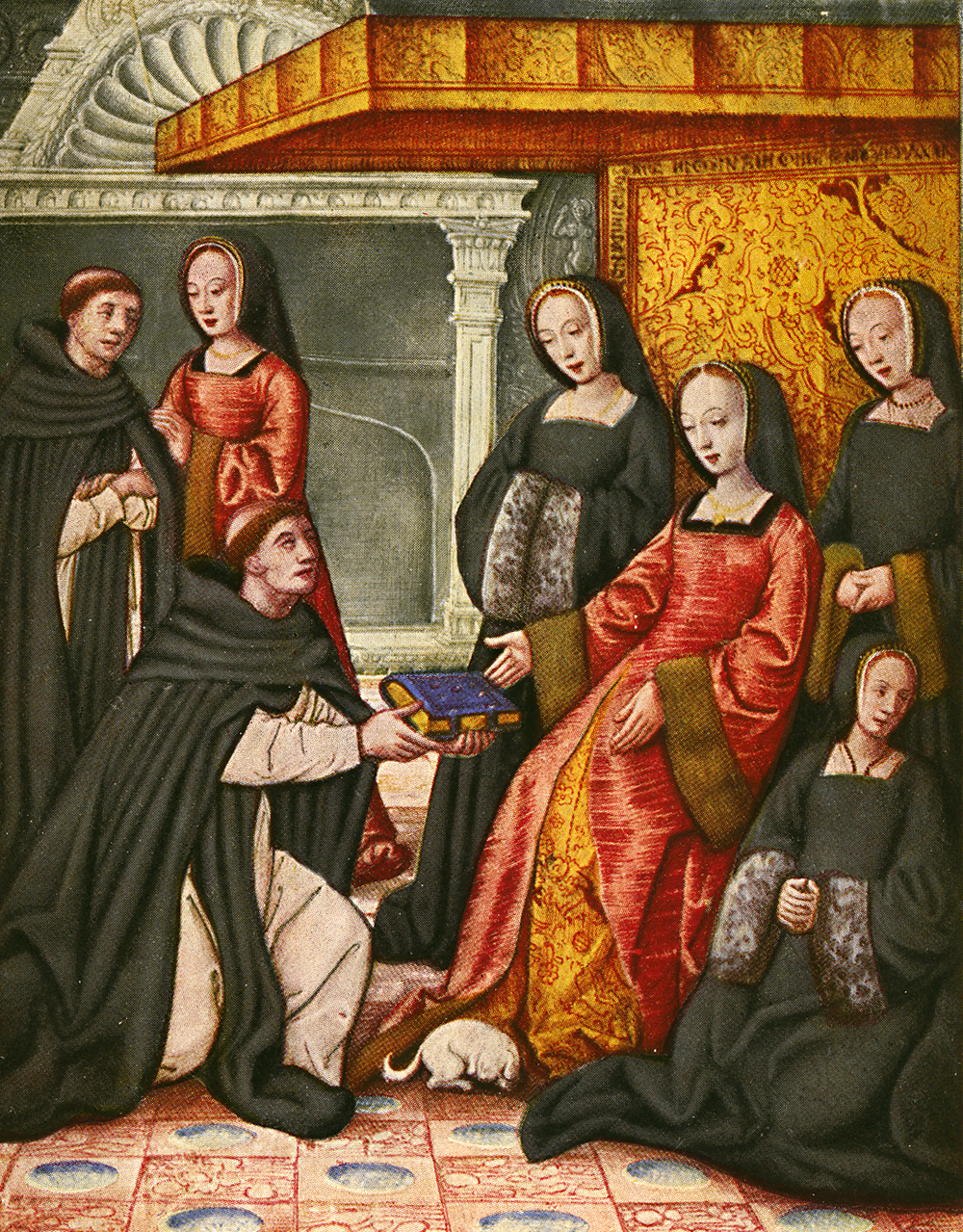
Anna Bretońska jako królowa

Anna Bretońska (ur. 25 stycznia 1477 w Nantes, zm. 9 stycznia 1514 w Blois) – córka księcia Franciszka II z dynastii Kapetyngów i Małgorzaty de Foix. Ostatnia niezależna księżna Bretanii, królowa Francji.
W 1490 r. sam Maksymilian I Habsburg zaaranżował swoje małżeństwo z córką księcia Bretanii - Anną. Ich małżeństwo nie zostało jednak skonsumowane i dzięki temu rok później papież je anulował. Tymczasem król Francji Karol VIII zajął Bretanię i sam ożenił się z Anną. To małżeństwo przypieczętowało wcielenie Bretanii na stałe do Korony Francuskiej.
To Anna wprowadziła biały strój ślubny do kultury europejskiej, dotychczas kolorem ślubnym był niebieski (biel symbolizowała radość i szczęście). Anna Bretońska ubrana była w białą suknię podczas ślubu z Ludwikiem XII. Był to strój w pewnym sensie nieprzystojny dla niektórych, ponieważ Anna była już żoną Karola VIII, z którym miała czworo dzieci.

## Wczesne lata życia
Anna była jedynym dzieckiem księcia Franciszka II, które przeżyło dzieciństwo. Jej młodsza siostra Izabela zmarła w 1490 r. Od początku wychowywano Annę jako dziedziczkę księstwa Bretanii. Otrzymała staranną edukację. Jej wychowawcami byli Franciszka de Dinan, pani de Laval, oraz poeta Jean Meschinot.
Od czasu wojny o sukcesję bretońską (1341-1365) w Bretanii obowiązywało częściowo prawo salickie, które dopuszczało kobiety do dziedziczenia tylko w przypadku braku męskich przedstawicieli dynastii. Na mocy traktatu kończącego wojnę sukcesyjną, po wymarciu męskich przedstawicieli dynastii Bretania miała przypaść potomkom Joanny de Penthievre, która przegrała wojnę sukcesyjną. Po upływie stulecia to porozumienie zostało zapomniane i w 1486 r. Franciszek II doprowadził do uznania przez stany bretońskie swojej córki jako dziedziczki księstwa. Ważną sprawą było zamążpójście księżniczki. Nie chcąc aby Bretania została wchłonięta przez Francję, Franciszek rozpoczął poszukiwania odpowiednio silnego kandydata na męża córki.
Bretania była łakomym kąskiem i Anna nie mogła uskarżać się na brak kandydatów do jej ręki. W 1481 r. została zaręczona z księciem Walii Edwardem, synem króla Anglii Edwarda IV. Dwa lata później Edward został uwięziony przez swojego stryja Ryszarda III i przepadł bez wieści. Kolejnym kandydatem został arcyksiążę Maksymilian Habsburg, który niedawno owdowiał (jego pierwszą żoną była Maria Burgundzka). Innymi kandydatami do ręki Anny byli Alain d'Albret, Jean de Châlons (książę Oranii), a także żonaty już Ludwik, książę Orleanu.
W 1488 r. wojska Franciszka II poniosły klęskę w bitwie pod Saint-Aubin-du-Cormier, co zakończyło "szaloną wojnę" między Bretanią a Francją. Podpisany po wojnie traktat czynił z Bretanii lenno korony francuskiej. Franciszek musiał również przysiąc, że jego córka nie poślubi nikogo, kto nie uzyska aprobaty króla Francji. Franciszek zmarł niedługo później (9 września 1488 r.), na skutek upadku z konia. 11-letnia Anna została księżną Bretanii, a jej księstwo pogrążyło się w chaosie, który doprowadził do kolejnej wojny francusko-bretońskiej.

## Księżna Bretanii
Najpilniejszym zadaniem doradców Anny stało się znalezienie dziewczynie męża na tyle potężnego, aby mógł ochronić Bretanię przez francuskimi zakusami. Najodpowiedniejszym kandydatem był Maksymilian Habsburg. 19 grudnia 1490 r. w Rennes odbył się ślub per procura Maksymiliana i Anny. Król Francji Karol VIII Walezjusz odebrał ten krok jako zniewagę. Musiało więc dojść do wojny. Na nieszczęście dla Anny Habsburgowie całą swoją uwagę poświęcili walce o tron węgierski. Inny sojusznik Bretanii, Kastylia, była uwikłana w walki z emiratem Grenady. Kastylia i Anglia przysłały do Bretanii tylko niewielkie oddziały wojskowe. Na wiosnę w 1491 r. Karol VIII i marszałek La Trémoille wkroczyli do Bretanii i rozpoczęli oblężenie Rennes, gdzie przebywała Anna.
Rennes poddało się, kiedy okazało się, że Maksymilian nie przybędzie do Bretanii. Anna została zmuszona do zaręczyn z Karolem VIII. Następnie została wysłana do Langeais, gdzie miał odbyć się ślub. Mimo protestów Habsburgów Karol i Anna pobrali się 6 grudnia 1491 r. Anna została tym samym królową Francji.
Legalność tego małżeństwa została 15 lutego 1492 r. potwierdzona przez papieża Innocentego VIII. Kontrakt małżeński Karola i Anny zakładał, że ten małżonek, który przeżyje drugiego przejmie władzę w Bretanii. Jeśliby Karol zmarł bez męskiego potomka, Anna miała poślubić jego następcę, aby nie dopuścić do ponownego rozdzielenia się Bretanii i Francji.

## Królowa Francji
Małżeństwo Anny i Karola nie zaczęło się dobrze. Anna po ślubie przywiozła własne łóżko, a małżonkowie większość czasu spędzali oddzielnie. 8 lutego 1492 r. Anna została koronowana w opactwie Saint-Denis na królową Francji. Karol zakazał żonie używania tytułu księżnej Bretanii, co było przyczyną kolejnego konfliktu między małżonkami. Kiedy w 1494 r. Karol wyruszył na wojnę do Italii, powierzył regencję nie żonie, a swojej siostrze, Annie de Beaujeu. Przez większą część swego małżeństwa Anna była w ciąży i spędzała czas głównie w zamkach Amboise, Loches i Plessis oraz w miastach Lyon, Grenoble i Moulins.
Ciąże Anny często kończyły się poronieniami. Żywymi urodziło się czworo jej dzieci, z których jednak żadne nie przeżyło wczesnego dzieciństwa. Najdłużej żyło pierwsze dziecko – Karol Orland (1492-1495). Śmierć Karola Orlanda i kolejnych dwóch synów (Karola i Franciszka) była strasznym ciosem dla Anny. Po śmierci Franciszka królowa otwarcie modliła się o kolejnego syna.
Karol VIII zmarł w 1498 r. Anna miała wówczas 21 lat i nie miała dzieci. Zgodnie z układem z 1491 r. powinna poślubić następcę Karola, Ludwika XII, ale ten był już poślubiony Joannie Francuskiej. 19 sierpnia 1498 r. w Étampes Anna zgodziła się wyjść za Ludwika, jeśli ten rozwiąże swoje małżeństwo w ciągu roku. Ludwik dopiął swego i w 1499 r. otrzymał rozwód od papieża.
W międzyczasie, w październiku 1498 r., Anna powróciła do Bretanii. Mianowała Philippe'a de Montauban kanclerzem Bretanii, zwołała bretońskie stany generalne i zarządziła bicie monet ze swoim imieniem. Odbyła również podróż po księstwie odwiedzając wiele miejsc, w których nie była jako dziecko. W odwiedzanych miastach odbierała hołdy lenne od władz miejskich.
8 stycznia 1499 r. Anna poślubiła w końcu Ludwika XII. Tym razem udało się Annie utrzymać tytuł księżnej Bretanii. Ludwik przyjął tytuł księcia-małżonka i aczkolwiek to on sprawował realną władzę w Bretanii, wszystkie decyzje wydawał w imieniu żony.
Jako księżna Anna broniła niepodległości swego księstwa. W 1501 r. zaręczyła swoją i Ludwika córkę, Klaudię, z Karolem Habsburgiem. Miało to służyć umocnieniu francusko-hiszpańskiego porozumienia i utrwaleniu francuskich sukcesów we Włoszech. Ludwik XII doprowadził jednak do zerwania zaręczyn, kiedy stało się jasne, że nie doczeka się z Anną męskiego potomka. Zaaranżował więc małżeństwo Klaudii ze swoim następcą, Franciszkiem Walezjuszem. Anna sprzeciwiała się temu małżeństwu i aż do śmierci odmawiała jego uznania. Próbowała nawet przekazać Bretanię swojej młodszej córce, Renacie. Małżeństwo Klaudii i Franciszka doszło do skutku dopiero po śmierci Anny.

## Śmierć

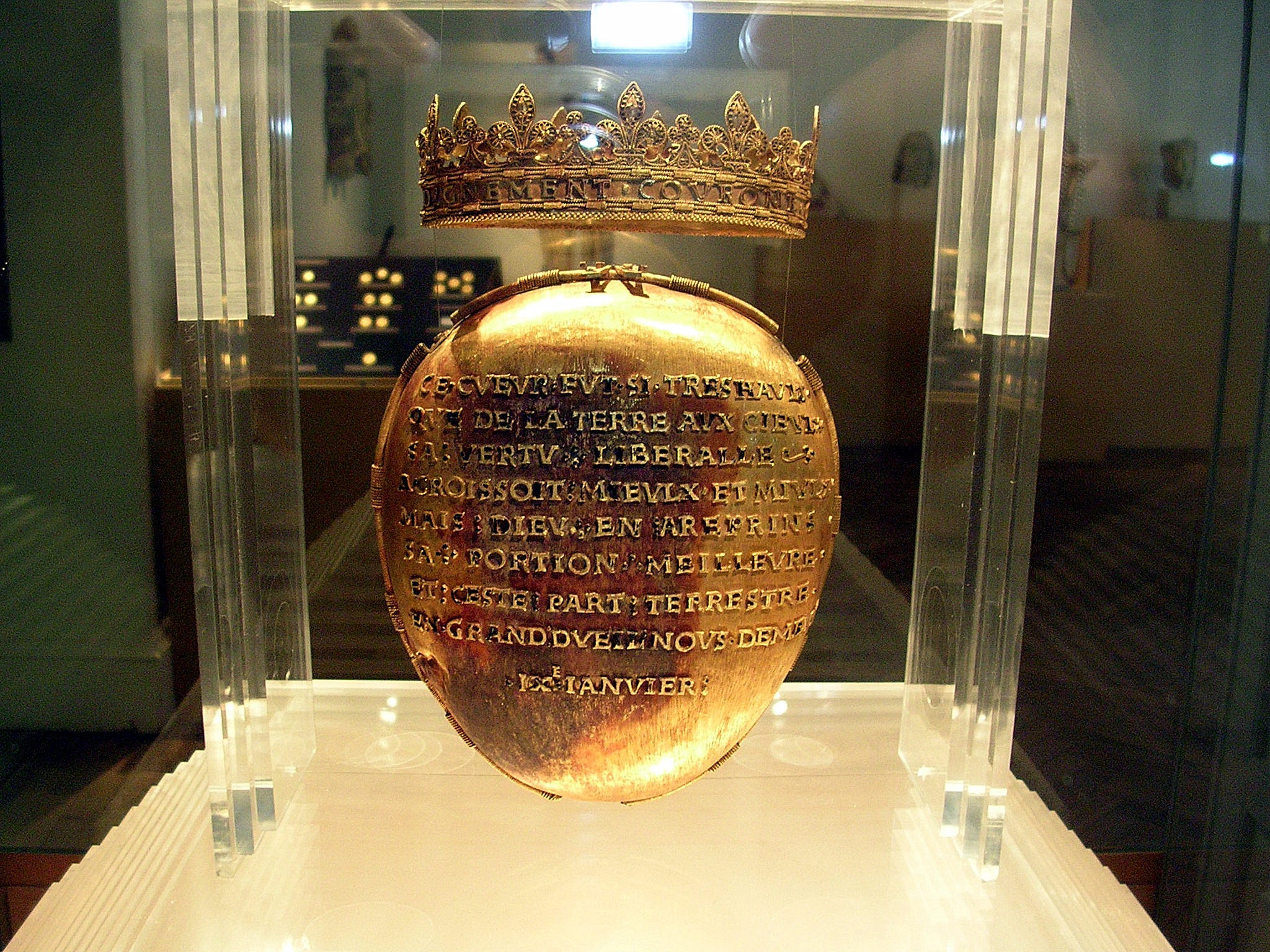
Relikwiarz na serce królowej Anny

Anna nie przeżyła zimy z 1513 na 1514 r. Zmarła 9 stycznia na zamku w Blois. Przyczyną śmierci była kamica nerkowa. Została pochowana w bazylice Saint-Denis. Pogrzeb był bardzo wystawny i trwał 40 dni. Stał się wzorem dla późniejszych pogrzebów członków francuskiej rodziny królewskiej aż do XVIII w.
Zgodnie z wolą zmarłej jej serce zostało umieszczone w złotym relikwiarzu i przewiezione do Nantes. 19 marca 1514 r. zostało złożone w tamtejszym klasztorze karmelitów, w grobie przeznaczonym dla jej rodziców. Testament Anny przekazywał Bretanię jej młodszej córce, Renacie. Ta część ostatniej woli królowej została zignorowana przez Ludwika XII. Ogłosił on księżną Bretanii najstarszą córkę, Klaudię, którą ożenił z Franciszkiem Walezjuszem.

## Anna prywatnie
Anna była inteligentną kobietą, która poświęcała dużo czasu na zarządzanie Bretanią. Udało się jej obronić bretońską niezależność i utrzymać rozdzielność koron Francji i Bretanii.
Królowa była patronką sztuki i lubiła muzykę. Miała pokaźną kolekcję gobelinów, wykonanych z okazji jej małżeństwa z Ludwikiem. Anna zamówiła również księgę godzinek, znaną jako Les Grandes Heures d'Anne de Bretagne.
Jedna noga Anny była krótsza od drugiej, co powodowało, że królowa kulała. Problem ten rozwiązywała nosząc wyższe buty na krótszej nodze.
Anna posiadała szkatułkę pełną kamieni szlachetnych i półszlachetnych. Miała zwyczaj darować jeden z nich każdemu gościowi.
Była oddaną matką. Dla Karola Orlanda zamówiła modlitewnik, aby uczyć go jak się modlić i przygotowywać do roli przyszłego króla Francji.
Mając 14 lat w chwili ślubu z Karolem VIII, Anna była opisywana jako młoda dziewczyna o różanych policzkach. W chwili ślubu z Ludwikiem miała 22 lata. Liczne ciąże odcisnęły na niej swoje piętno, zaczęto ją więc opisywać jako kobietę bladą i zwiotczałą.

## Małżeństwa i potomstwo
19 grudnia 1490 r. poślubiła per procura arcyksięcia Maksymiliana Habsburga (22 marca 1459 - 12 stycznia 1519), syna cesarza Fryderyka III i Eleonory, córki Edwarda I, króla Portugalii. Małżeństwo to zostało rok później rozwiązane przez papieża.
6 grudnia 1491 r. w Chateau Langeais Anna wyszła za mąż za Karola VIII, króla Francji (30 czerwca 1470 - 7 kwietnia 1498), syna króla Ludwika XI i Karoliny, córki Ludwika, księcia Sabaudii. Karol i Anna mieli razem siedmioro dzieci:
- Karol Orlando (11 października 1492 - 16 grudnia 1495), delfin Francji
- syn, który urodził się martwy, Anna zaszła w ciążę na przełomie 1492/1493 r., ale wiele podróżowała i pracowała, ostatecznie dziecko urodziło się przedwcześnie
- córka, która urodziła się martwa, Anna zaszła w ciążę już 5 miesięcy po ostatnim porodzie, tym razem nie podróżowała tylko mieszkała w Amboise, jednak w lutym 1494 r. towarzyszyła królowi w podróży do Lyonu - przybyli tam 14 marca i Anna uczestniczyła we wszystkich ceremoniach - znowu dziecko urodziło się przedwcześnie
- syn, który urodził się martwy, Anna zaszła w ciążę w sierpniu 1494 r. i szybko poroniła
- Karol (8 września - 2 października 1496), delfin Francji
- Franciszek (zmarł kilka godzin po urodzeniu w 1497), delfin Francji
- Anna (zmarła w dniu urodzin 20 marca 1498 r., w Plessis les Tours)

8 stycznia 1499 r. Anna poślubiła króla Francji Ludwika XII (27 czerwca 1462 - 1 stycznia 1515), syna Karola de Valois, księcia Orleanu, i Marii, córki Adolfa I, księcia Kliwii. Ludwik i Anna mieli razem czworo dzieci:
- Klaudia (14 października 1499 - 20 lipca 1524), poślubiła Franciszka I i została królową Francji
- Renata (25 października 1510 - 12 czerwca 1575), poślubiła Ercole II d'Este, księcia Ferrary, i została księżną Chartres. Matka Alfonsa II d'Este
- dodatkowo Anna urodziła jeszcze dwoje dzieci w 1508 i w 1512 r. - oboje zmarło, co najmniej 3 razy Anna poroniła - w 1500, 1503 i 1509 r.